# دره زبولون
درهٔ زِبولون (عبری: עמק זבולון‎) یک منطقه ساحلی حاصلخیز در شمال اسرائیل است که بخشی از دشت ساحلی اسرائیل در امتداد خلیج حیفا است.
طول این دره ۱۴ کیلومتر و حداکثر عرض آن تا ۹ کیلومتر است. از نظر زمین‌شناسی، این منطقه یک دره نیست، بلکه دشتی است که ادامه گسلی است که مسیری پست از رود اردن به خلیج حیفا ایجاد می‌کند - که شامل مرج ابن عامر (که آن هم به معنای سنتی دره نیست)، دره هرود و دره بیت شان نیز می‌شود.
دره زبولون از شمال به رودخانه نعمان، از جنوب به رشته کوه کوه کرمل، از غرب به دریای مدیترانه/خلیج حیفا و از شرق به تپه‌های الونیم - شفا امر الجلیل پایین محدود می‌شود. رودخانه کیشون در امتداد ضلع جنوبی منطقه به خلیج حیفا می‌ریزد.
نام این منطقه به اشتباه انتخاب شده است، زیرا طبق توصیفات کتاب یوشع، قبیله زبولون در مرج ابن عامر قرار داشتند، در حالی که سرزمین مورد نظر متعلق به قبیله اشر بود.
در غرب دره، شهرهای خوشه کرایوت قرار دارند، مرکز آن توسط شهرک‌های شورای منطقه‌ای زبولون اشغال شده است، در شرق کیبوتص یاگور و کفار حسیدیم (هر دو تحت صلاحیت شورای منطقه‌ای زبولون)، ریخاسیم و برخی سکونتگاه‌های عرب مانند ایبتین قرار دارند.